# Parietaria mauritanica
Parietaria mauritanica é uma espécie de planta com flor pertencente à família Urticaceae. 
A autoridade científica da espécie é Durieu, tendo sido publicada em Revue Botanique; Recueil Mensuel 2: 427. 1847.

## Portugal
Trata-se de uma espécie presente no território português, nomeadamente em Portugal Continental.
Em termos de naturalidade é nativa da região atrás indicada.

## Protecção
Não se encontra protegida por legislação portuguesa ou da Comunidade Europeia.